# 분할복소수
추상대수학에서 분할복소수(分割複素數, 영어: split-complex number)는 가환환 {\displaystyle \mathbb {R} [\mathrm {j} ]/(\mathrm {j} ^{2}-1)}의 원소이다. 즉, 그 대수는 실수체에 1의 또다른 제곱근 {\displaystyle \mathrm {j} }를 추가하여 얻어지는 대수 체계이다.

## 정의

### 직접적 정의
분할복소수들은 실수 가환 결합 대수를 이루며, 이는 다음과 같다.
{\displaystyle {\tilde {\mathbb {C} }}=\mathbb {R} [\mathrm {j} ]/(\mathrm {j} ^{2}-1)}
이는 2차원 실수 벡터 공간을 이루며, 그 기저는 {\displaystyle \{1,\mathrm {j} \}}이다. 이 기저에서, 분할복소수의 곱셈은 구체적으로 다음과 같다.
{\displaystyle (a,b)\cdot (c,d)=(ac+bd,bc+ad)}
즉,
{\displaystyle (a+b\mathrm {j} )(c+d\mathrm {j} )=(ac+bd)+(bc+ad)\mathrm {j} }
이다.

### 두 실수체의 직합
실수체 {\displaystyle \mathbb {R} }의, 스스로와의 직접곱을 생각하자.
{\displaystyle \mathbb {R} \oplus \mathbb {R} }
즉, 그 위의 곱셈은 다음과 같다.
{\displaystyle (a,b)(c,d)=(ac,bd)\qquad \forall a,b,c,d\in \mathbb {R} }
이는 실수 가환 결합 대수로서 분할복소수의 대수와 동형이다. 구체적으로, 이 경우
{\displaystyle 1_{\mathbb {R} \oplus \mathbb {R} }=(1,1)}
이므로,
{\displaystyle \mathrm {j} =(1,-1)}
를 정의하자. 그렇다면, {\displaystyle \mathrm {j} ^{2}=1}이 되어,
{\displaystyle \mathbb {R} \oplus \mathbb {R} \cong \mathbb {R} [\mathrm {j} ]/(\mathrm {j} ^{2}-1)}
임을 알 수 있다. 물리학적으로, 이 정의는 빛원뿔 좌표계를 사용하는 것에 해당한다.

### 행렬을 통한 정의
분할복소수의 대수 {\displaystyle {\tilde {\mathbb {C} }}}는 충실한 2차원 표현을 가지므로, 이는 2×2 실수 행렬로 정의될 수 있다.
구체적으로, {\displaystyle \mathrm {j} }를 항등원의 스칼라배가 아니지만, 제곱이 1인 임의의 2×2 실수 행렬로 잡으면, 이는 분할복소수의 행렬 표현을 정의한다. 특히, 다음과 같은 선택이 편리하다.
{\displaystyle \mathrm {j} ={\begin{pmatrix}0&1\\1&0\end{pmatrix}}}
즉,
{\displaystyle a+b\mathrm {j} ={\begin{pmatrix}a&b\\b&a\end{pmatrix}}}
이다.

## 연산

### 켤레
분할복소수의 환은 다음과 같은 대합을 갖는다.
{\displaystyle {\overline {(-)}}\colon {\tilde {\mathbb {C} }}\to {\tilde {\mathbb {C} }}}
{\displaystyle a+b\mathrm {j} \mapsto a-b\mathrm {j} }
이는 실수 선형 변환이자 환 준동형이다.
분할복소수의 2×2 행렬 표현에서, 이는 다음과 같은 연산에 해당한다.
{\displaystyle M\mapsto {\mathsf {C}}M{\mathsf {C}}}
{\displaystyle {\mathsf {C}}={\begin{pmatrix}1&0\\0&-1\end{pmatrix}}}
{\displaystyle {\mathsf {C}}^{2}=1_{2\times 2}}

### 절댓값
분할복소수의 실수 벡터 공간 위에는 다음과 같은 비퇴화 이차 형식이 존재한다.
{\displaystyle |z|^{2}=z{\bar {z}}\in \mathbb {R} \qquad \forall z\in {\tilde {\mathbb {C} }}}
즉,
{\displaystyle |a+b\mathrm {j} |^{2}=a^{2}-b^{2}\in \mathbb {R} \qquad \forall a,b\in \mathbb {R} }
이다. 이는 다음과 같이 곱셈을 보존한다.
{\displaystyle |xy|^{2}=|x|^{2}|y|^{2}\qquad \forall x,y\in {\tilde {\mathbb {C} }}}
이는 양의 정부호가 아니라 부정부호이다. 즉, 음의 값을 가질 수 있다.

### 지수 함수
분할복소수에 대하여, 다음과 같은 지수 함수를 정의할 수 있다.
{\displaystyle \exp(a+b\mathrm {j} )=\exp(a)\left(\cosh b+(\sinh b)\mathrm {j} \right)\qquad \forall a,b\in \mathbb {R} }
이는 다음과 같은 성질을 만족시킨다.
{\displaystyle \exp(x+y)=\exp(x)\exp(y)\qquad \forall x,y\in {\tilde {\mathbb {C} }}}
또한, 이를 실수체에 제한할 경우, 이는 실수의 지수 함수와 일치한다.
분할복소수의 2×2 행렬 표현에서, 이는 행렬 지수 함수와 일치한다.

## 성질
분할복소수의 대수는 2차원 실수 가환 결합 대수이다. 이는 정역이 아니며, 예를 들어 다음과 같이 영인자를 갖는다.
{\displaystyle (1+\mathrm {j} )(1-\mathrm {j} )=0}
사실, {\displaystyle |xy|^{2}=|x|^{2}|y|^{2}}이므로, 분할복소수가 영인자일 필요 충분 조건은 그 제곱 절댓값이 0인 것이다.
{\displaystyle {\tilde {\mathbb {C} }}\cong \mathbb {R} \oplus \mathbb {R} }이므로, 분할복소수의 환의 스펙트럼은 두 실수 0차원 아핀 공간의 분리합집합이다.
{\displaystyle \operatorname {Spec} (\mathbb {R} )=\mathbb {A} _{\mathbb {R} }^{0}\sqcup \mathbb {A} _{\mathbb {R} }^{0}}

## 역사

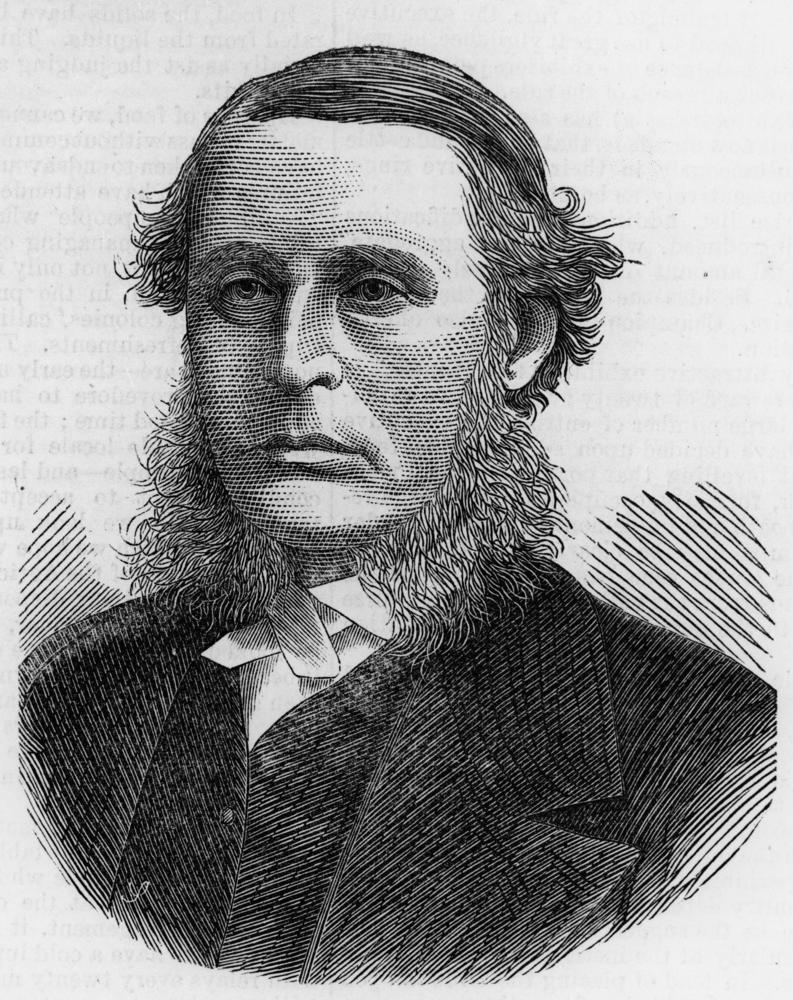
제임스 코클

1848년에 제임스 코클(영어: James Cockle, 1819~1895)이 분할복소수에 해당하는 대수 체계를 최초로 사용하였다. 코클은 이를 “실수 테사린”(영어: real tessarine)이라고 불렀다. 코클은 원소 {\displaystyle \mathrm {j} }를 “불가능성”(영어: impossibility)을 나타내는 것으로 해석하였다. 이에 대하여, 코클은 다음과 같이 적었다.
| “ | 불가능성을 나타내는 기호는 적절할 뿐만 아니라, 대수 연구의 다양한 주제를 정확하게 분류하고, 실재하지 않는 값과 존재 불가능한 값들을 구별하려면, 사실 불가결하다. A symbol for impossibility is not only desirable, but actually necessary, provided that we wish to classify with accuracy the various subjects of algebraic research, and to distinguish those which are unreal from those which are impossible. | ” |

이 기호 {\displaystyle \mathrm {j} }의 제곱의 값을 코클은 다음과 같이 ‘유도’하였다. 우선,
{\displaystyle 0'=1+{\sqrt {j}}}:39, (1)
이다. (여기서, {\displaystyle 0'}은 코클의 기호 체계에서 단순히 값이 0인 상태가 아니라 “절대적 부재”(영어: absolute negation of existence)를 뜻한다.) 이에 따라
{\displaystyle +{\sqrt {j}}=-1}:40, §2
이며, 따라서
{\displaystyle j^{2}=1}:40, §2
이다. 이에 대하여 코클은 음수의 제곱이 양수인 것에 착안하여 다음과 같이 적었다.
| “ | 이 기호[j]의 성질은 사실 거의 선험적으로 유추될 수 있다. […] 순수한 불가능성 — 동시에 양수이자 음수인 값 — 의 제곱은 가능한 값으로 취급되어야 한다. 모순은 제곱을 하면 사라진다 […] This symbol possesses the character which we might, almost, have anticipated for it à priori. […] the square of a Pure Impossible — of a quantity taken as simultaneously positive and negative — is to be treated as possible. The contradiction vanishes on squaring, […] | ” |
|   | — :38 |   |

윌리엄 킹던 클리퍼드도 이러한 대수 체계를 사용하였으며, 클리퍼드는 이를 “모터”(영어: motor)라고 불렀다.

## 같이 보기
- 민코프스키 공간

## 참고 문헌
1. 1 2 3 4 5  Cockle, James (1849). “On a New Imaginary in Algebra”. 《Philosophical Magazine》 (영어) 34: 37–47.
2. ↑  Clifford, William Kingdon. “Further notes on biquaternions” (영어).